# Henry Goulburn
Henry Goulburn (ur. 19 marca 1784 w Londynie, zm. 12 stycznia 1856 w Dorking) – brytyjski polityk, członek stronnictwa torysów i Partii Konserwatywnej, minister w rządach lorda Liverpoola, księcia Wellington i Roberta Peela.
Był synem Munbee Goulburn i Susannah Chetwynd, córki 4. wicehrabiego Chetwynd. Był bratem Fredericka Goulburna. Wykształcenie odebrał w Trinity College na Uniwersytecie Cambridge. W 1805 r. uzyskał tytuł bakałarza, a w 1808 r. magistra sztuk.
W 1808 r. został wybrany do Izby Gmin jako reprezentant okręgu Horsham. W 1810 r. został podsekretarzem stanu w Ministerstwie Spraw Wewnętrznych. W 1812 r. objął analogiczne stanowisko w Ministerstwie Wojny i Kolonii. W 1821 r. został członkiem Tajnej Rady i Głównym Sekretarzem Irlandii.
Na stanowisku sekretarza Goulburn pozostał do kwietnia 1827 r. Za jego urzędowania uchwalono Irish Tithe Compistion Act (1823). Związany z irlandzkimi oranżystami był przeciwnikiem emancypacji katolików i głosował przeciwko ustawie wprowadzającej równouprawnienie w 1828 r. W latach 1828–1830 był kanclerzem skarbu w rządzie Wellintona. Na tym stanowisku starał się doprowadzić do zmniejszenia długu publicznego.
W latach 1834–1835 Goulburn był ministrem spraw wewnętrznych w pierwszym rządzie Peela. Kiedy konserwatyści powrócili do władzy w 1841 r. ponownie został kanclerzem skarbu. Nadal działał na rzecz zmniejszenia długu publicznego. Poparł Peela w działaniach zmierzających do zniesienia ustaw zbożowych, a po rozłamie wewnątrz partii na tym tle przyłączył się do stronnictwa Peelites, którzy opuścili Partię Konserwatywną w 1846 r.
Goulburn reprezentował okręg Horsham do 1812 r., kiedy to został deputowanym z okręgu St Germans. Następnie reprezentował okręgu West Looe (1818–1826), Armagh City (1826–1831) i Cambridge University (1831–1856). Zmarł w 1856 r.